# Lindsaea quadrangularis
Lindsaea quadrangularis là một loài thực vật có mạch trong họ Dennstaedtiaceae. Loài này được Raddi miêu tả khoa học đầu tiên năm 1819.